# Judith (Livre de la Genèse)
Pour les articles homonymes, voir Judith.
Ne doit pas être confondu avec Judith (Livre de Judith).
Judith est un personnage biblique apparaissant dans l'Ancien Testament, dans le livre de la Genèse.   
En hébreu, son prénom signifierait « louée ». 

## Judith dans la Genèse
Judith est la fille d'un Hittite nommé Beéri. Elle est l'une des femmes d'Ésaü, frère aîné de Jacob.
Genèse 26:34-35 (traduction Louis Segond) :
34 « Ésaü, âgé de quarante ans, prit pour femmes Judith, fille de Beéri, le Hittite, et Basmath, fille d'Élôn, le Hittite. »
35 « Elles furent un sujet d'amertume pour le cœur d'Isaac et de Rebecca. »